# Ectropis occiduaria
Ectropis occiduaria là một loài bướm đêm trong họ Geometridae.